# Układ podwzgórzowo-przysadkowy
Układ podwzgórzowo-przysadkowy – zgrupowania (jądra) neuronów wydzielniczych podwzgórza i przysadki, tworzące czynnościowy układ wewnątrzwydzielniczy, odpowiedzialny za utrzymanie homeostazy organizmu. Oparty jest na wzajemnej regulacji podwzgórzowo-przysadkowo-obwodowej. Nadrzędną rolę spełnia podwzgórze, którego neurony wydzielnicze produkują nie tylko działające na przysadkę hormony uwalniające (liberyny) i hamujące (statyny), ale również oddziałujące bezpośrednio na tkanki obwodowe – hormon antydiuretyczny oraz oksytocynę. Przysadka mózgowa, w odpowiedzi na sygnały hormonalne z podwzgórza, produkuje i uwalnia szereg hormonów tropowych (płat przedni – endokrynny). Płat tylny – nerwowy składa się z zakończeń bezmielinowych aksonów neuronów wydzielniczych podwzgórza i uwalnia do krwiobiegu przetransportowane z podwzgórza hormony oksytocynę i wazopresynę.
Układ podwzgórzowo-przysadkowy regulowany jest przez pętle długie i pętle krótkie hormonalnych sprzężeń zwrotnych (w głównej mierze – ujemnych),  w których konsekwencją produkcji danego hormonu jest zwrotne ujemne (hamujące) działanie na produkcję tego hormonu. Nieprawidłowości w syntezie lub uwalnianiu hormonów na którymkolwiek ze szczebli (podwzgórzowym, przysadkowym, obwodowym) powoduje zaburzenie w homeostazie hormonalnej układu, a tym samym całego organizmu.
Układ podwzgórzowo-przysadkowy reguluje czynność kluczowych dla przeżycia narządów obwodowych, zwłaszcza kory nadnerczy, tarczycy i nerek. Odpowiada za utrzymanie gospodarki wodno-elektrolitowej, procesy rozrodcze, wzrost i rozwój organizmu.
Uszkodzenie podwzgórza, przysadki lub dróg je łączących, prowadzi do zgonu.
| Hormony podwzgórza                                        | Hormony podwzgórza                                        | Hormony przysadki (hormony tropowe) | Hormony przysadki (hormony tropowe)                                                                   | Gruczoły i tkanki docelowe                                                                                             | Hormony gruczołów/tkanek docelowych                                                                          | Główne funkcje narządów docelowych |
| --------------------------------------------------------- | --------------------------------------------------------- | ----------------------------------- | --- | --- | --- | --- |
| Liberyny                                                  | Tyreoliberyna – TRH (peptyd, 3)                           | Płat przedni                        | Tyreotropina – TSH (glikoproteina)                                                                    | tarczyca | - tyroksyna (T4) - trójjodotyronina (T3)                                                                     | - wpływ na mielinizację aksonów, - pobudzanie metabolizmu (rozprzęganie fosforylacji oksydacyjnej, podwyższenie wrażliwości na katecholaminy                                                                                              |
| Liberyny                                                  | Kortykoliberyna – CRH (peptyd, 41)                        | Płat przedni                        | Hormon adrenokortykotropowy – ACTH, kortykotropina (peptyd, 39) Hormon lipotropowy – LPH (peptyd, 91) | kora nadnercza | kortykosteroidy – GKS: - kortyzol - kortykosteron                                                            | - stymulacja glukoneogenezy - regulacja rozmieszczenia tkanki tłuszczowej, lipolizy i lipogenezy - spadek odporności immunologicznej - regulacja funkcji fibroblastów (stymulacja produkcji kolagenu – wpływ na osteogenezę i angiogenezę |
| Liberyny                                                  | Kortykoliberyna – CRH (peptyd, 41)                        | Płat przedni                        | Endorfiny (peptyd)                                                                                    | - OUN - komórki ciała                                                                                                  | | działanie przeciwbólowe, wpływ na samopoczucie |
| Liberyny                                                  | Gonadoliberyna – GnRH (peptyd, 10)                        | Płat przedni                        | Hormon folikulotropowy – folitropina, hormon folikulotropowy FSH (glikoproteina)                      | - kobiety – komórki ziarniste pęcherzyka Graafa - mężczyźni – komórki Sertolego kanalików nasiennych                   | stymulacja syntezy: - inhibin - aktywin - czynników wewnątrzgonadowych, np. aromatazy (produkcja estrogenów) | kobiety: - wzrost pęcherzyków jajnikowych - dojrzewanie oocytu - aktywacja aromatazy mężczyźni: - regulacja spermatogenezy |
| Liberyny                                                  | Gonadoliberyna – GnRH (peptyd, 10)                        | Płat przedni                        | Lutropina – LH (glikoproteina)                                                                        | kobiety: - pęcherzyki jajnikowe (osłonka wewnętrzna, tkanka śródmiąższowa) - ciałko żółte mężczyźni: - komórki Leydiga | - androgeny (testosteron) - estrogeny (estradiol) - gestageny (progesteron)                                  | - wpływ na II-rzędowe cechy płciowe - regulacja metabolizmu |
| Liberyny                                                  | Somatoliberyna – somatokrynina, SRH, GHRH (peptyd, 44)    | Płat przedni                        | Hormon wzrostu – somatotropina, GH, STH                                                               | kości, mięśnie, wątroba, tkanka tłuszczowa                                                                             | wydzielane głównie przez wątrobę insulinopodobne czynniki wzrostowe – somatomedyny: IGF-I, IGF-II            | - działanie bezpośrednie i pośrednie przez IGF - wzrost kości i mięśni - działanie anaboliczne - regulacja metabolizmu tłuszczów i węglowodanów                                                                                           |
| Statyna                                                   | Somatostatyna – SOM, SRIF, SIH (peptyd, 14)               | Płat przedni                        | hamowanie wydzielania GH                                                                              | | | |
| Liberyna                                                  | Prolaktoliberyna – PRH (peptydy)                          | Płat przedni                        | prolaktyna – laktotropina, PRL (glikopeptyd, 199)                                                     | gruczoł mlekowy, jajniki, jelita, nerka, gruczoł krokowy                                                               | | - wzrost gruczołu mlekowego - wytwarzanie i wydzielanie mleka - wzrost i wydzielanie gruczołu krokowego - zachowania rodzicielskie |
| Statyna                                                   | Prolaktostatyna – dopamina, PIH, DA                       | Płat przedni                        | Hamowanie wydzielania PRL                                                                             | | | |
| Hormon antydiuretyczny – wazopresyna, ADH, VP (peptyd, 9) | Hormon antydiuretyczny – wazopresyna, ADH, VP (peptyd, 9) | Płat tylny                          | uwalniane do krążenia ogólnego                                                                        | Kanaliki dalsze cewki nerkowej                                                                                         | | synteza akwaporyn w ścianie kanalika dalszego cewki nerkowej (regulacja wolemii, ciśnienia tętniczego krwi, natremii |
| Oksytocyna – OT (peptyd, 9)                               | Oksytocyna – OT (peptyd, 9)                               | Płat tylny                          | uwalniane do krążenia ogólnego                                                                        | gruczoły mlekowe, jajowody, pochwa, macica, nasieniowody                                                               | | - wpływ na skurcze mięśni gładkich macicy, jajowodów i komórek mioepitelialnych - skurcze nasieniowodów |